# Mahmoud Ag Aghaly
Mahmoud Ag Aghaly (conocido como Ghaly or Ghali) es un político azawadí. Trabajó como profesor y fue un hombre de negocios. Actualmente es el presidente del buró político del Movimiento Nacional para la Liberación del Azawad (MNLA) y es Presidente del Comité Ejecutivo de la dirección del autoproclamado Estado Independiente de Azawad desde el día 6 de abril de 2012.